# Selaginella kraussiana
Selaginella kraussiana là một loài dương xỉ trong họ Selaginellaceae. Loài này được Kunze A. Braun mô tả khoa học đầu tiên năm 1860.

## Hình ảnh

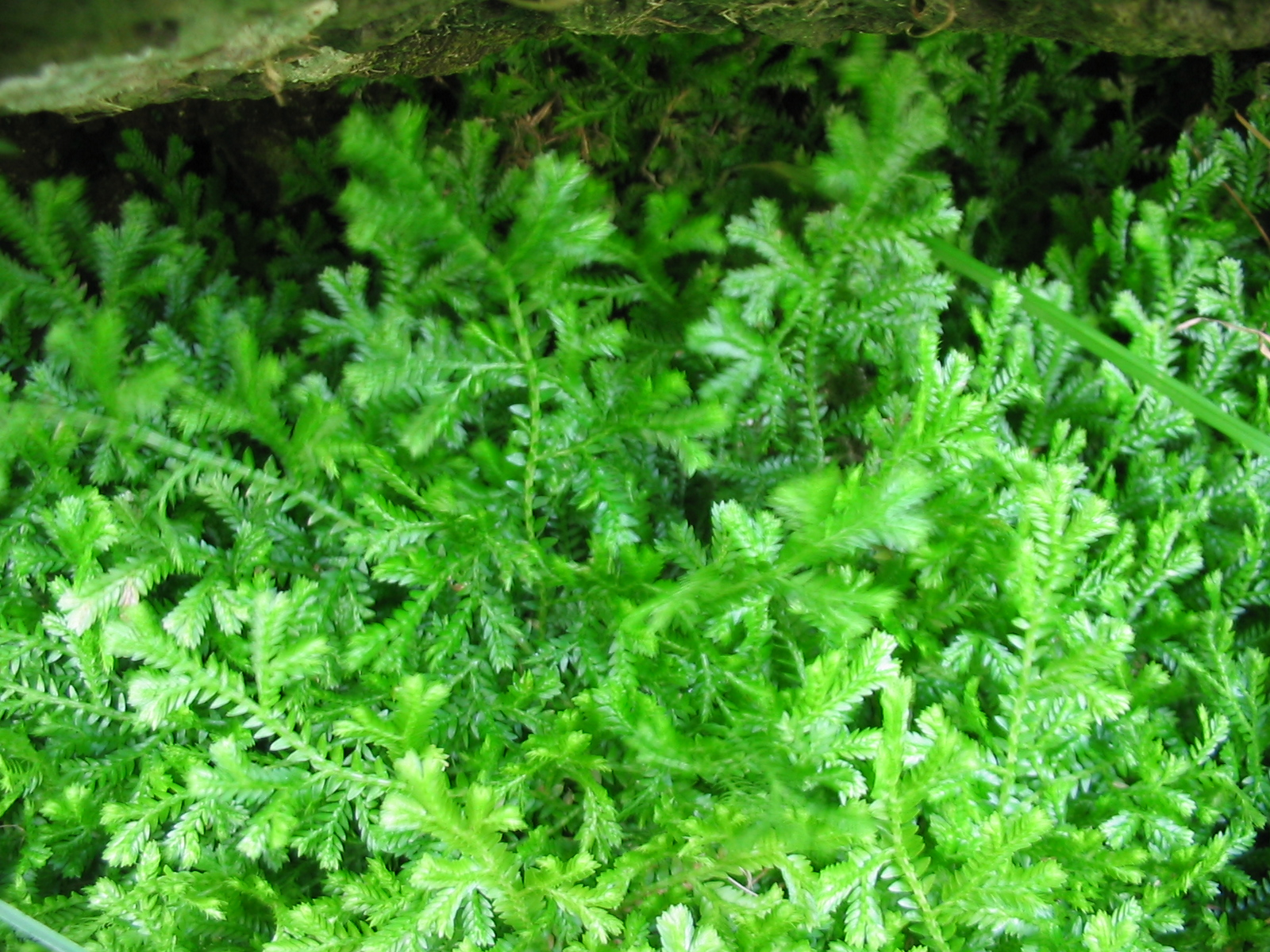
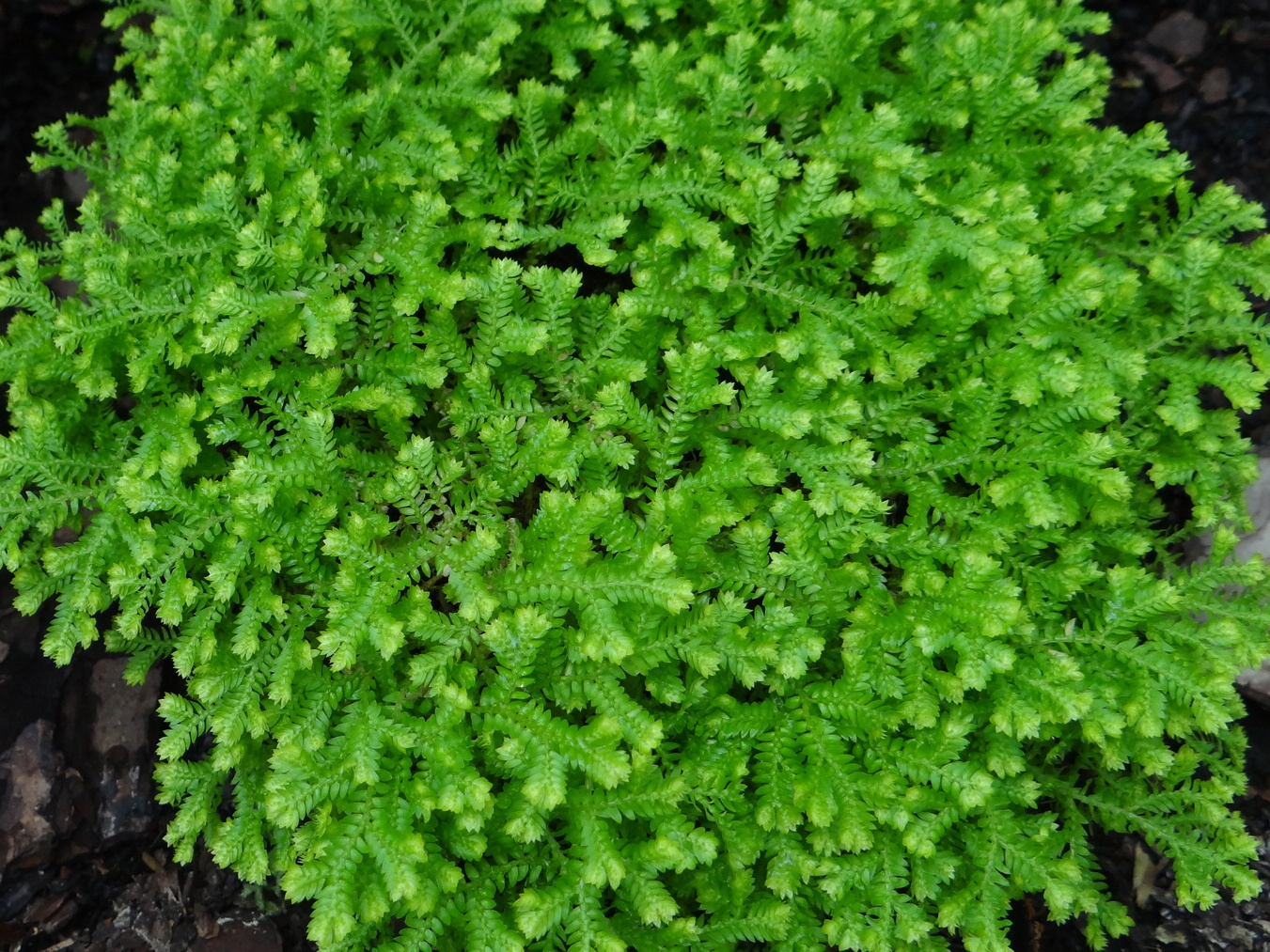
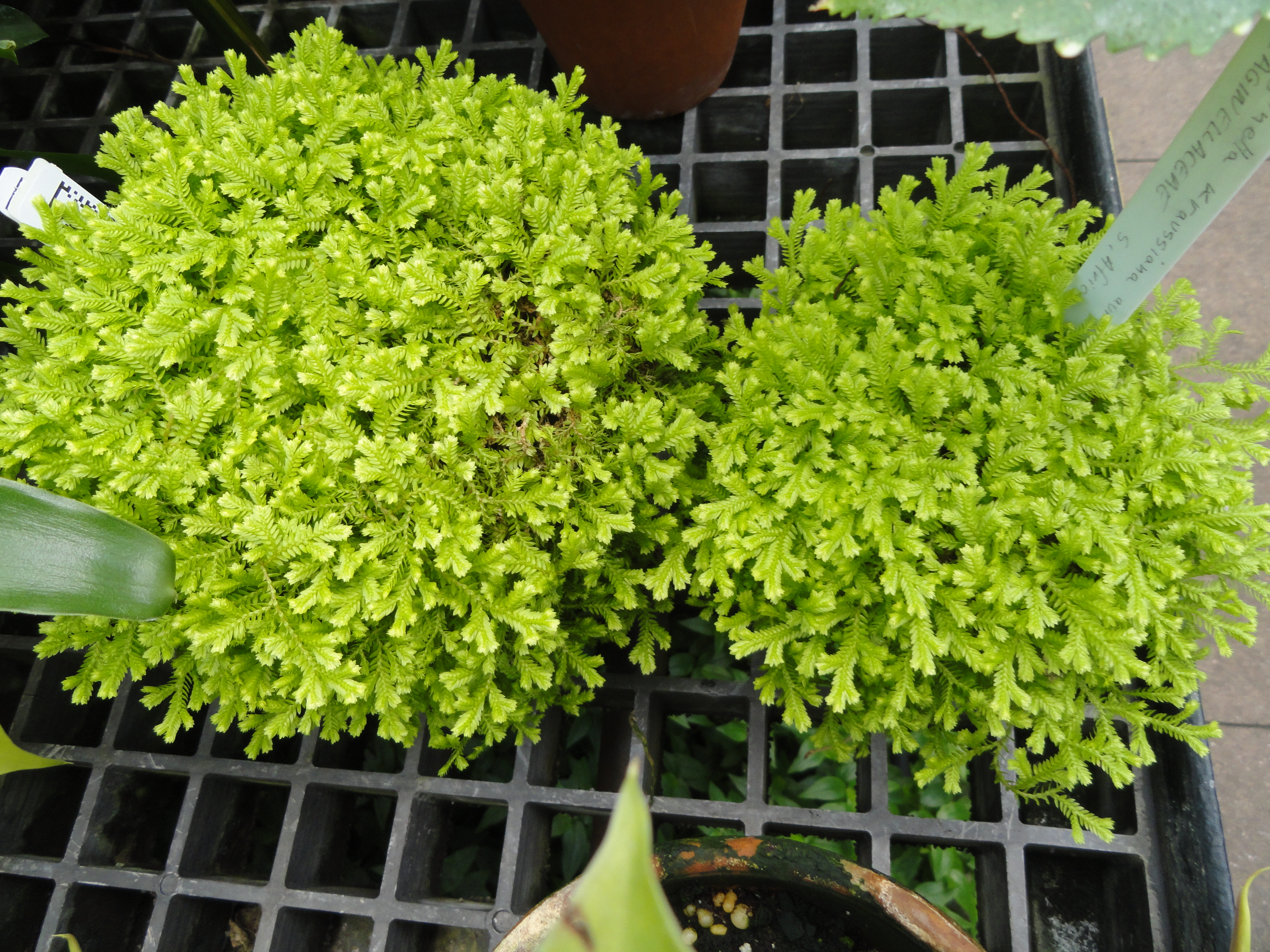
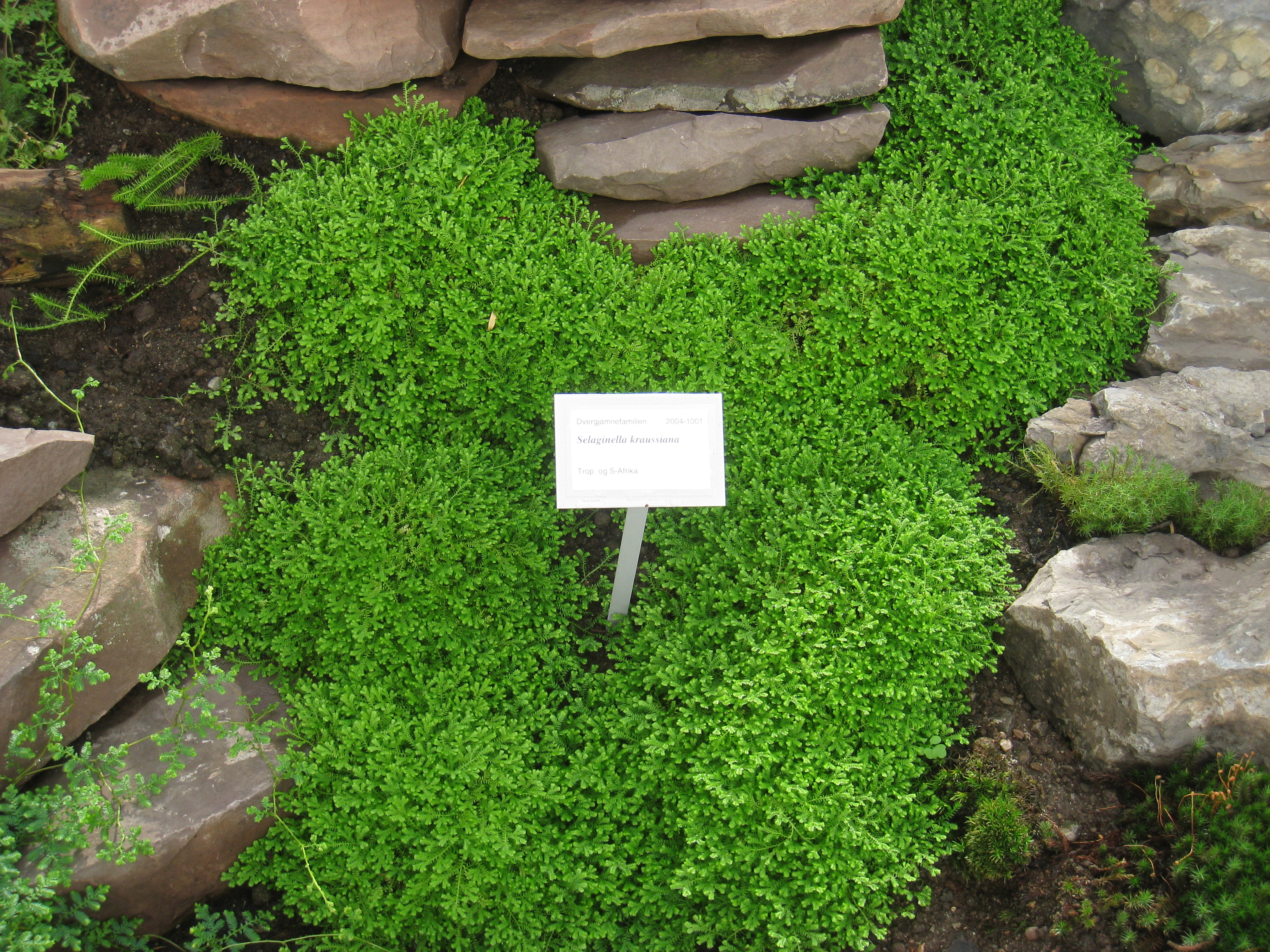